# برد سیمپسن
برد سیمپسن (انگلیسی: Brad Simpson؛ زادهٔ) اهل ایالات متحده آمریکا است.